# 大雄關戰鬥
大雄關戰鬥發生於1933年11月19日，地點則是在中國贛南。是第一次国共内战主要戰鬥之一，交戰一方為中華民國國民革命軍，另一方則為中國共產黨所領導之中國工農紅軍。戰鬥末了，共軍敗退。
大雄关位于今江西省抚州市宜黄县神岗乡东北部，当时是宜黄县通往南城县、南丰县的必经之地。